# Epagoge artificana
Epagoge artificana är en fjärilsart som beskrevs av Herrich-Schäffer 1849. Epagoge artificana ingår i släktet Epagoge och familjen vecklare. Inga underarter finns listade i Catalogue of Life.